# Alfred Tischendorf
Alfred Tischendorf (ur. 26 listopada 1934 w Eisenbergu) – wschodnioniemiecki zapaśnik walczący w obu stylach. Olimpijczyk z Melbourne 1956, gdzie zajął dziewiąte miejsce w kategorii do 73 kg, w stylu wolnym.
Czwarty na mistrzostwach świata w 1961 roku.
Mistrz NRD w 1955, 1956, 1957 i 1962; drugi w 1961 i 1963; trzeci w 1964, w stylu wolnym. Mistrz w stylu klasycznym w 1959, 1961 i 1962; drugi w 1953, 1955 i 1958 roku.

## Letnie Igrzyska Olimpijskie 1956
| Konkurencja      | Rundy eliminacyjne     | Rundy eliminacyjne         | Rundy eliminacyjne | Klas. końcowa |
| Konkurencja      | Przeciwnik I           | Przeciwnik II              | Przeciwnik III     | Miejsce       |
| ---------------- | ---------------------- | -------------------------- | ------------------ | ------------- |
| 73 kg styl wolny | Muhammad Latif (PAK) Z | Wachtang Balawadze (SUN) P | Per Berlin (SWE) P | 9.            |